# Genevieve Grotjan Feinstein
Genevieve Grotjan Feinstein (1912-2006) est une mathématicienne et cryptanalyste américaine. Elle travaille pour le Signals Intelligence Service pendant la Seconde Guerre Mondiale, où elle joue un rôle important dans le déchiffrement de la machine à chiffrement japonaise Purple ; elle travaille plus tard pour le projet Venona pendant la guerre froide.

## Carrière
Feinstein se découvre une passion pour les mathématiques étant jeune et veut devenir professeure de mathématiques jusqu'au début de la Seconde Guerre Mondiale, quand le président des États-Unis Franklin D. Roosevelt ouvre la possibilité aux femmes d'être embauchées pour des rôles de non-combattantes dans l'Armée. Elle réussit les tests nécessaires pour devenir une mathématicienne au service du gouvernement en 1939, et est engagée par William F. Friedman comme cryptanalyste dans la branche Signals Intelligence Service (SIS) de l'armée. Elle travaille pendant 18 mois avec son équipe la cryptanalyse de Purple, et joue finalement un rôle majeur dans cette cryptanalyse en septembre 1940. Ses travaux permettent au SIS de construire une machine analogique, qui permet d'intercepter presque tous les messages envoyés entre le gouvernement japonais et ses ambassades dans des pays étrangers,.
À la fin de la Seconde Guerre mondiale, Feinstein continue à travailler pour le SIS pendant la guerre froide, pour tenter de décrypter des messages chiffrés envoyés par le KGB et le GRU. Elle réalise une avancée significative dans les premiers jours du projet Venona, qui permet aux cryptographes américains de savoir quand une clé de chiffrement est réutilisée, mais démissionne et quitte le SIS en 1947. Après son départ de la cryptanalyse gouvernementale, elle prend un poste de professeur de mathématiques à l'université George Mason.

## Vie personnelle
Genevieve Grotjan se marie au chimiste Hyman Feinstein en 1943, et ils ont un fils nommé Ellis. Elle meurt en 2006.

## Hommages
L'avancée décisive de Feinstein dans la cryptanalyse de la machine Purple est reconnue, dans l’Encyclopedia of American Women at War, comme étant « l’une des plus grandes réussites dans l'histoire de la cryptanalyse américaine ». Elle fut intronisée à titre posthume dans le NSA Hall of Honor en 2010, et un prix en cryptologie fut créé à George Mason University en son honneur.